# Ільхам Ядуллаєв
Ільхам Ядуллаєв (азерб. İlham Yadullayev, нар. 17 вересня 1975) — азербайджанський футболіст, що грав на позиції захисника.
Виступав, зокрема, за клуб «Нефтчі», а також національну збірну Азербайджану.

## Клубна кар'єра
У дорослому футболі дебютував 1995 року виступами за команду клубу «Нефтчі», в якій провів шість сезонів. У складі бакинського «Нефтчі» був одним із основних гравців захисту команди.
Згодом з 2001 по 2002 рік грав у складі команд — азербайджанського клубу «Шамкір» та іранського «Санат Нафт».
У 2002 році перейшов до складу українського клубу «Волинь», а після нетривалого перебування у Луцьку (провів лише один матч у складі клубу) перейшов у інший клуб з України — сімферопольську «Таврію», за яку зіграв лише десять матчів у чемпіонаті країни.
Після дворічного перебування за кордоном у 2004 році вирішив повернутися на батьківщину, у рідний клуб — «Нефтчі» (Баку), де провів ще один рік своєї ігрової кар'єри. У наступному сезоні Ядуллаєв виступав у складі іншої азербайджанської команди — «Гянджа». де провів також один сезон.
Завершив професійну ігрову кар'єру у клубі «Карван», за команду якого виступав протягом 2006–2010 років.

## Виступи за збірну
1998 року дебютував в офіційних матчах у складі національної збірної Азербайджану. Протягом кар'єри у національній команді, яка тривала 7 років, провів у формі головної команди країни 34 матчі.

## Тренерська кар'єра
19 червня 2014 року з'явилось повідомлення, що Ільхам Ядуллаєв підписав однорічний контракт із клубом «Сумгаїт», як тренер. У сумгаїтському клубі Ядуллаєв працював до 2015 року. У 2019—2021 роках Ільхам Ядуллаєв очолював інший азербайджанський клуб «Туран» (Товуз).